# シマール
『シマール』（Thimar）は、ウード奏者のアヌアル・ブラヒムとサックス奏者のジョン・サーマン、ベース奏者のデイヴ・ホランドにより1997年にECMレコードで録音されたアルバム。
「シマール」とは「果実」という意味である。

## トラック・リスト
| 全作曲: アヌアル・ブラヒム *はデイヴ・ホランド、**はジョン・サーマンによる作曲。 |                                      |       |                                                                        |      |
| #                                                                                | タイトル                             | 作詞  | 作曲・編曲                                                             | 時間 |
| 1.                                                                               | 「"Badhra"」(バドーラ)               |       | アヌアル・ブラヒム *はデイヴ・ホランド、**はジョン・サーマンによる作曲 | 8:30 |
| 2.                                                                               | 「"Kashf"」(解放)                    |       | アヌアル・ブラヒム *はデイヴ・ホランド、**はジョン・サーマンによる作曲 | 5:23 |
| 3.                                                                               | 「"Houdouth"」(出現)                 |       | アヌアル・ブラヒム *はデイヴ・ホランド、**はジョン・サーマンによる作曲 | 5:36 |
| 4.                                                                               | 「"Talwin"」(着色)                   |       | アヌアル・ブラヒム *はデイヴ・ホランド、**はジョン・サーマンによる作曲 | 4:18 |
| 5.                                                                               | 「"Waqt"」(瞬き)                     |       | アヌアル・ブラヒム *はデイヴ・ホランド、**はジョン・サーマンによる作曲 | 2:32 |
| 6.                                                                               | 「"Uns"」(親密)                      |       | アヌアル・ブラヒム *はデイヴ・ホランド、**はジョン・サーマンによる作曲 | 4:48 |
| 7.                                                                               | 「"Al Hizam Al Dhahbi"」(金のベルト) |       | アヌアル・ブラヒム *はデイヴ・ホランド、**はジョン・サーマンによる作曲 | 5:40 |
| 8.                                                                               | 「"Qurb"」(緊密)                     |       | アヌアル・ブラヒム *はデイヴ・ホランド、**はジョン・サーマンによる作曲 | 5:16 |
| 9.                                                                               | 「"Mazad" *」(旅立ちへの準備)        |       | アヌアル・ブラヒム *はデイヴ・ホランド、**はジョン・サーマンによる作曲 | 5:05 |
| 10.                                                                              | 「"Kernow" **」(小麦の丘)            |       | アヌアル・ブラヒム *はデイヴ・ホランド、**はジョン・サーマンによる作曲 | 5:10 |
| 11.                                                                              | 「"Hulmu Rabia"」(ラビアの夢)        |       | アヌアル・ブラヒム *はデイヴ・ホランド、**はジョン・サーマンによる作曲 | 2:14 |
| 合計時間:                                                                        | 合計時間:                            | 54:32 |                                                                        |      |

## パーソネル
- アヌアル・ブラヒム - ウード
- ジョン・サーマン - ソプラノ・サクソフォーン、バスクラリネット
- デイヴ・ホランド - ダブル・ベース